# Microichthyurus sublateralis
Microichthyurus sublateralis is een keversoort uit de familie soldaatjes (Cantharidae). De wetenschappelijke naam van de soort werd in 1859 gepubliceerd door Motsch.